# Suitbertusschrein
Der Suitbertusschrein in Düsseldorf-Kaiserswerth ist ein 1264 geschaffener Reliquienschrein aus vergoldetem Kupferblech, das auf Eichenholz montiert wurde. Er enthält die Reliquien des hl. Suitbert sowie des hl. Willeicus und gehört zum Kirchenschatz der Basilika St. Suitbertus.

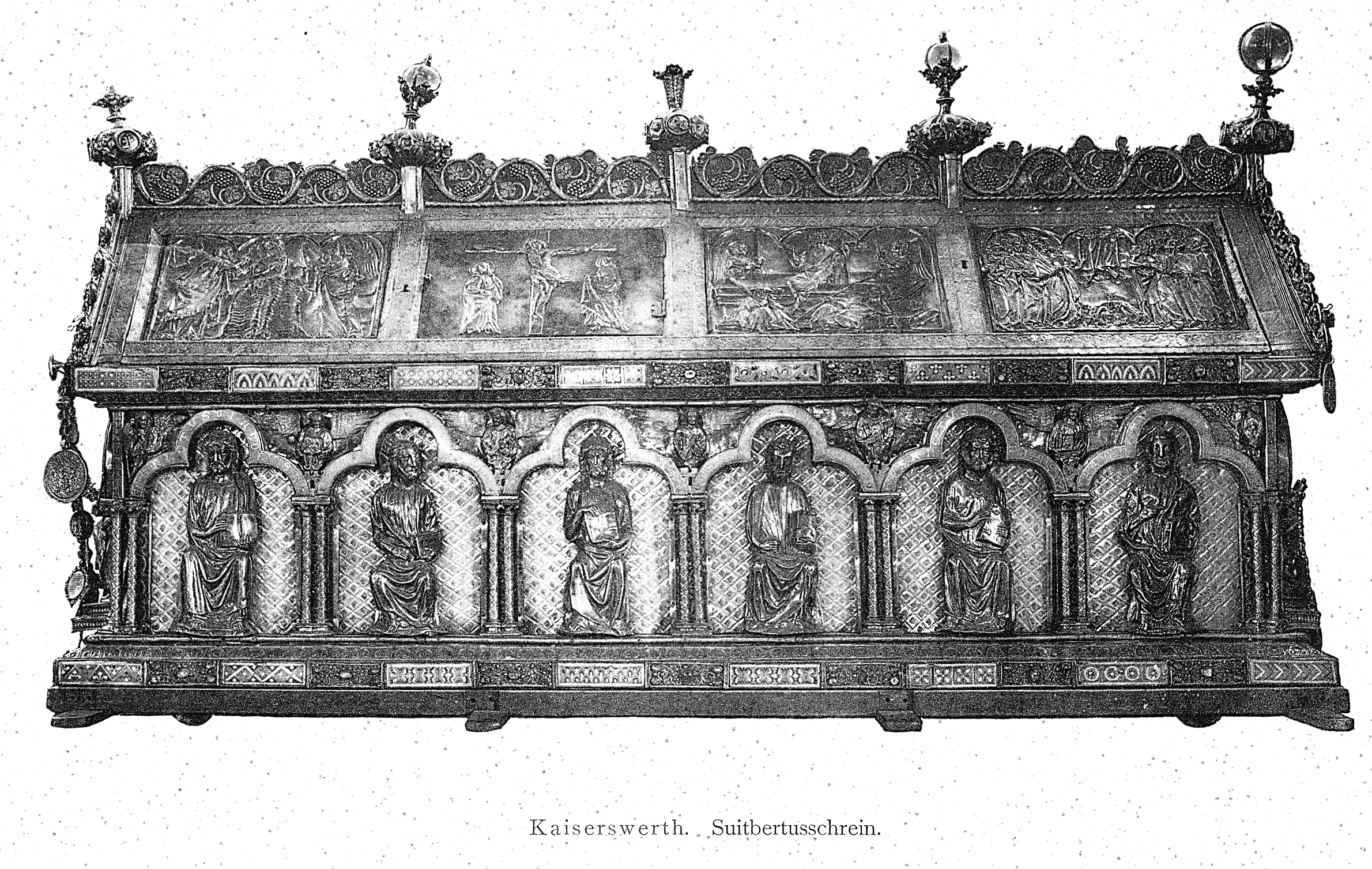
Suitbertusschrein in Düsseldorf-Kaiserswerth

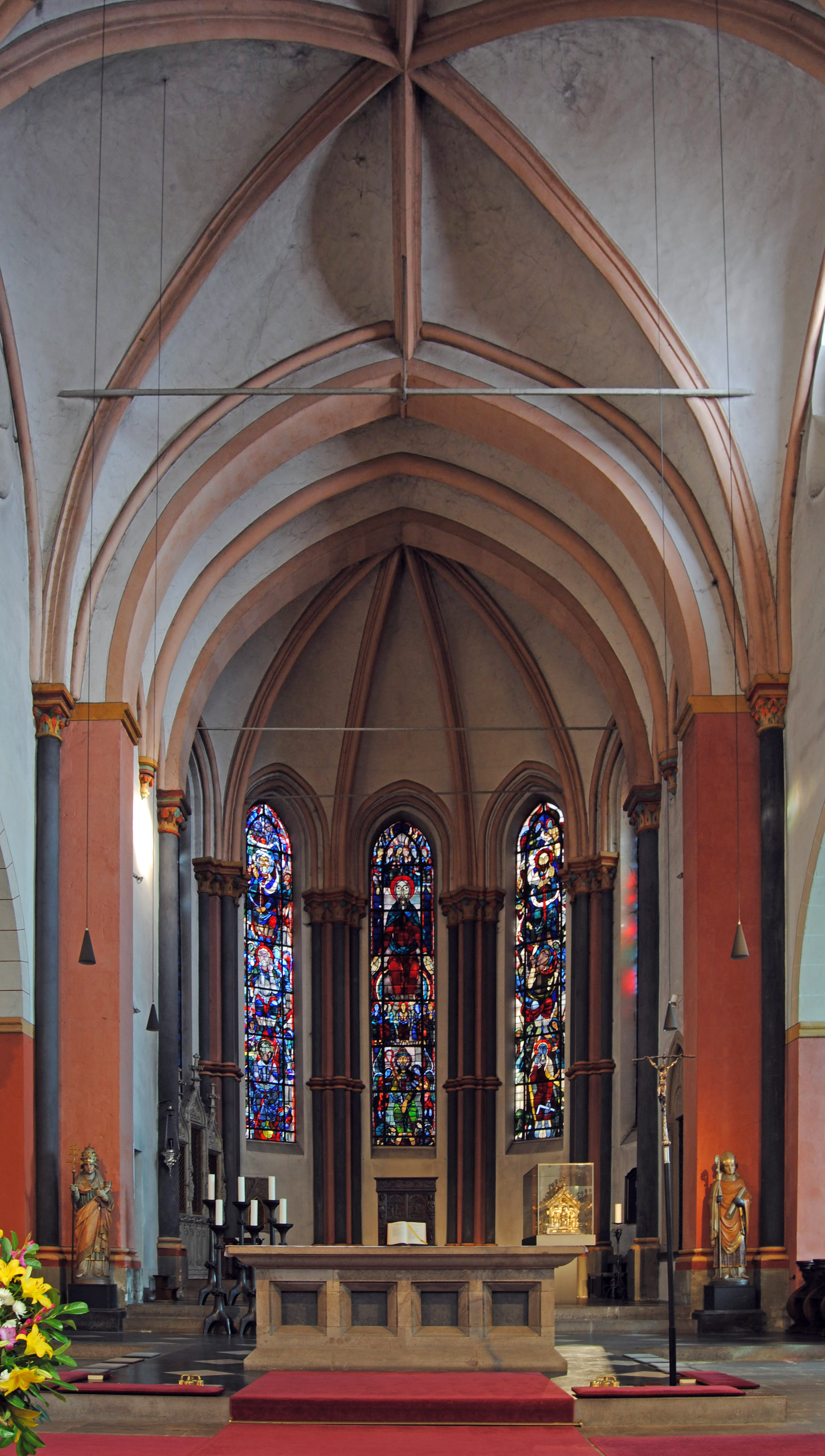
Standort des Suitbertusschreins in der Apsis der Basilika St. Suitbertus in Kaiserswerth

## Beschreibung
Paul Clemen beschreibt in Die Kunstdenkmäler der Stadt und des Kreises Düsseldorf ausführlich das Kunstwerk, das eine Verbindung von spätromanischen, frühgotischen und französischen Formen darstellt.

### Giebelseiten
Die Giebelseiten zeigen verschiedene Figuren. Auf der einen Giebelseite befindet sich unter einem Kleeblattbogen eine sitzende Figur des Suitbertus auf einem Thron, der in seiner linken Hand einen Stern und in seiner rechten Hand einen Bischofsstab hält. Auf der rechten Seiten wird der Heilige von den Figuren des Hausmeiers Pippin und der hl. Plektrudis flankiert. Darüber, über dem Kleeblattbogen, sind in den Halbkreisen die Halbfiguren von drei Engeln zu sehen. Die Zwickel zwischen dem Kleeblattbogen sind mit „Email brun“ gefüllt. Die Inschriften lauten: „REGINA PLECDRUDIS * SANCTUS SUITBERTUS * REX PIPPI(nus).“ Auf der anderen Giebelseite befindet sich in der Mitte eine sitzende Marienfigur auf einem Thron, die in ihrer rechten Hand einen Apfel hält. Ein bekleidetes Kind sitzt auf ihrem linken Knie. Maria wird von zwei kleineren, weiblichen Heiligenfiguren flankiert, die Büchsen in den Händen tragen. Eine lateinische Inschrift ist zu lesen: „Über dem Kleeblattbogen, der in Grubenschmelz auf dunkelblauem Grunde die Inschrift trägt: AVE MARIA GRATIA PLENA DOMINUS TECUM, BENEDICTA TU IN MULIERIBUS.“ In drei Halbkreisen sind die Figuren des Gottvaters und zweier Engel zu sehen. Der Grund ist mit „Email brun“ ausgearbeitet.

### Längsseiten
Die beiden Längsseiten zeigen unter Kleeblattbögen jeweils sechs sitzende Apostelfiguren. Sie sind alle mit Büchern, einige zusätzlich mit anderen Symbolen ausgestattet. Darüber die Namen der Apostel: „Die Bögen, die in Grubenemail auf wechselnd dunkel- und hellblauem Grunde die Namen der zwölf Apostel tragen – links SS. Petrus, Paulus, Bartholomeus, Andreas, Matheus, Johannes, rechts SS. Jacobus, Thomas, Simon, Philippus, Matthias, Jacobus min. –, ruhen auf je zwei romanischen, ornamentierten Säulchen mit Eckblattbasen und Kelchkapitellen, hinter denen sich Streifen mit Email brun befinden.“ In den Zwickeln befinden sich die „getriebenen Dreiviertelsfiguren von Engeln mit Büchern, Bandrollen oder Weihrauchfässern in Hochrelief.“

### Deckel
Der Deckel, der die Form eine Daches hat, ist überreich geschmückt: Er „zeigt acht getriebene Darstellungen in flachem Basrelief, links die Verkündigung, Geburt, Anbetung der Könige, Darstellung im Tempel, rechts Taufe, Kreuzigung (erneut) Auferstehung, Himmelfahrt. Den Abschluss des Firstes bildet eine schön stilisierte Weinranke mit grossen Trauben, gekrönt von fünf reich verzierten Knäufen mit Krystallkugeln, deren Aufsätze und Fassungen zum Teil erneut sind. Von den Blattfriesen, die die Giebelseiten zieren, ist nur der über der Madonna alt.“

### Reliquien
Der Schrein beinhaltet die Reliquien des am 1. März 713 in Kaiserswerth verstorbenen hl. Suitbert und des hl. Willeicus. Die Reliquien wurden am 6. Juli 1267 feierlich übertragen. Im Innern des Schreines befinden sich diese in einem einfachen, hölzernen Kasten und sind in Seide eingewickelt. Bleitäfelchen mit lateinischer Inschrift in Unzialen liegen dabei: „ISTAE SUNT RELIQUIAE BEATI SWIBERTI CONFESSORIS, QUARUM FACTA EST HAEC TRANSLATIO A. D. MCCLXIV IN OCTAVA APOSTOLORUM PETRI ET PAULI TEMPORE URBANI PAPAE QUARTI. ISTAE SUNT RELIQUIAE BEATI WILLEICI CONFESSORIS, QUAE EODEM TEMPORE SUNT TRANSLATE.“

## Kunstgeschichtliche Bedeutung
Der Schrein gehört zur „Reihe der bedeutenden mittelalterlichen Reliquienschreine des Rhein-Maasgebietes“. Der Schrein bildet den Abschluss der durch die Tumba von Xanten eröffneten Reihe der niederrheinischen Schreine aus Aachen, Deutz, Köln, Siegburg. Im Aufbau und Dekoration zeigt der Schrein die Formensprache des Karlsschreines aus Aachen, der im Jahre 1215 vollendet wurde. Während das Gerippe noch spätromanisch ist, sind die Figuren bereits frühgotisch. Die Figuren des hl. Suitbertus und die Marienfigur erinnern an französische Skulpturen. Die Emailarbeiten zeigen, dass der Schrein zu der Kölner Gruppe von Schreinen gehört.